# John Sheldon
John Sheldon (ur. 2 grudnia 1946 roku) – brytyjski kierowca wyścigowy.

## Kariera
Sheldon rozpoczął karierę w międzynarodowych wyścigach samochodowych w 1983 roku od startów w Brytyjskiej Formule 3 BARC Forward Trust oraz w Brytyjskiej Formule 3 BRSSC John Player. W serii BRSSC z dorobkiem dwóch punktów uplasował się na 42 pozycji w klasyfikacji generalnej. W późniejszych latach Brytyjczyk pojawiał się także w stawce Brytyjskiej Formuły 3 Lombard North Central, Brytyjskiej Formuły Atlantic, Brytyjskiej Formuły Atlantic BRSSC, World Challenge for Endurance Drivers, Selangor Grand Prix, Grand Prix Makau, World Championship for Drivers and Makes, IMSA Camel GT Championship, FIA World Endurance Championship, World Sports-Prototype Championship, 24-godzinnego wyścigu Le Mans, IMSA Camel Lights, Sportscar World Championship, IMSA GTU Championship, European Le Mans Series oraz Classic Endurance Racing.